# پتر شومفائی
پتر شومفائی (مجاری: Péter Somfai؛ زادهٔ ۲ آوریل ۱۹۸۰) شمشیرباز اهل مجارستان است.